# Сан Мартино (Форли-Чезена)
Сан Мартино (итал. San Martino) је насеље у Италији у округу Форли-Чезена, региону Емилија-Ромања.
Према процени из 2011. у насељу је живело 69 становника. Насеље се налази на надморској висини од 462 м.